# Chiesa di Santo Stefano (Foggia)
La chiesa di Santo Stefano è una chiesa di Foggia la cui costruzione avvenne tra il 1839 e il 1842.

## Storia
Precedentemente esisteva a Foggia una cappella chiamata "Santo Stefano dei Ferri", nelle vicinanze della chiesa di San Giovanni Battista. Molto probabilmente codesta cappella fu costruita nella seconda metà del secolo XIII. Questa chiesa venne distrutta dal terremoto del 1456, ma fu subito ricostruita. Risulta che a quei tempi la chiesa aveva un solo altare, come diceva il vescovo di Troia Sorrentino. Con il tempo fu abbandonata e venne venduta da Monsignor Manforte, ma il ricavato non era necessario per la costruzione di una nuova chiesa. Intanto il marchese Francesco Filiasi vendette il tratturo S. Lorenzo. Nell'atto di cessione Monsignor Manforte veniva obbligato a dedicare la Chiesa a Santo Stefano e a versare un canone annuo. Così iniziarono i lavori per la nuova chiesa nel 1839. Nella chiesa ci fu anche una presenza di preti filippini durata fino al 1916. L'ultima ristrutturazione fu negli anni 1994-1996, e nel 1998 fu acquistato un cortile interno.